# Detroit Lions
Detroit Lions er et professionelt amerikansk fodboldhold baseret i Detroit, Michigan. Holdet har hjemmebane på Ford Field, som holdet begyndte at spille på efter dets opførsel i 2002. Førhen spillede de på Pontiac Silverdome. De er for nuværende medlem af NFC North-divisionen af National Football Conference (NFC) i National Football League (NFL). Indtil 2002, hvor holdet skiftede hjemmebane, spillede de dog i den nu nedlagte NFC Central-division.
Lions har fire NFL-titler — alle før Super Bowl-æraen (1935, 1952, 1953 og 1957). Siden Super Bowls indførsel i slut-60'erne har holdet ikke formået at kæmpe sig den sidste vej til finalen. Gennem historien har Lions haft 15 Hall of Fame-spillere, deriblandt Dick "Night Train" Lane, Bobby Lane, Barry Sanders, Joe Schmidt, Dutch Clark og Doak Walk.
Med navnet Portsmouth Spartans begyndte holdet at spille i 1929 som en uafhængigt professionelt hold , et af mange sådanne hold i Ohio- og Sciotofloddalene. Til 1930-sæsonen gik Spartans formelt ind i NFL, eftersom de andre uafhængige hold i området lukkede på grund af den store depression. Trods succes i NFL kunne holdet ikke overleve i Portsmouth, dengang NFL's mindste by. Holdet blev opkøbt og flyttet til Detroit før 1934-sæsonen.

## Logoer og uniformer
Bortset fra et kort skift til rødbrun i 1948, indført af den daværende træner Bo McMillin (under indflydelse af sine år som træner på Indiana University), har Lions' uniformer grundlæggende været de samme siden holdet debuterede i 1930. Designet består af sølvfarvede hjelme og bukser, og enten blå eller hvide trøjer.
Der har været mindre ændringer i uniformdesignet gennem årene, såsom ændringer i den sølvfarvede linjes mønstre på trøjeærmerne, og ændringer på farverne på trøjenumrene.
Den blå hoppende løve blev som logo indført i 1960, og hvide udsmykninger blev tilføjet til logoet i 1970. I 1998 bar holdet blå bukser med deres hvide trøjer, sammen med grå sokker, men droppede den kombination efter sæsonen. I 1999 blev 'tv-numrene' på ærmerne flyttet til skuldrene.
Nuancen af blå brugt på Lions' uniformer og logoer bliver officielt benævnt "Honululublå", der efter sigende er inspireret af farven på bølgerne ud for Hawaiis kyst. Farven blev valgt af Cy Huston, Lions' første vicepræsident og general manager, og om valget sagde han: "De fik mig til at kigge på så mange blå farver, at jeg er blå i hovedet," sagde Huston om valget, "men det er den slags blå, siger de, der passer med sølv." 
I 1994 bar alle NFL-hold "retro-trøjer", og Lions' bar det trøjedesign, de brugte under deres 1935-vindersæson. Hjelmene og bukserne var helt sølvfarvede, trøjerne honululublå med sølvfarvede numre, og trøjen havde ikke 'tv-numre' på ærmerne. Holdet havde blå sokker med sorte sko. Hjelmene havde heller ikke logoer, eftersom hjelmene på den tid var lavet af simpelt sort læder.
Lions' bar desuden 50'er-stylede trøjer under deres traditionelle Thanksgivingkampe fra 2001 til 2004, eftersom NFL opfordrede til brug af retro-trøjer på Thanksgiving Day.
I 2003 tilføjede holdet sorte udsmykninger til deres logo og deres trøjer. "Facemaskene" (beskyttelsen foran ansigtet) skiftede fra blå til sort med introduktionen af den nye farve. Desuden blev en tredjetrøje introduceret i 2005. Den brugte sort i stedet for honululublå som den dominante farve.

## Radio og fjernsyn
Pr. 2006 er Lions' primære radiostation WKRK 91,7FM, lokalt kendt som "The Ticket". Dan Miller (play-by-play) og Jim Brandstatter (dybdekommentator) er stationens kommentatorer. De fleste preseasonkampe vises i fjernsynet af WKBD med Frank Beckmann på play-by-play.